# Dicaeum virescens
Espèce
Répartition géographique
Dicaeum virescens est une espèce de passereaux des îles Andaman  placée dans la famille des Dicaeidae.

## Description
C'est un très petit oiseau trapu de 9 cm de longueur, avec une queue courte, un bec court, épais et recourbé et à la langue tubulaire. Il a un dos vert, une poitrine vert pâle et un ventre jaune.

## Alimentation
Sa langue tubulaire montre l'importance de nectar dans son régime alimentaire, bien qu'il se nourrisse également de baies, d'araignées et d'insectes. 

## Reproduction
La femelle pond deux ou trois œufs dans un nid suspendu comme un sac à un arbre ou un buisson. 

## Répartition
On le trouve dans les îles Andaman en Inde.

## Habitat
Il vit à l'orée des bois, dans les champs et les arbres isolés, souvent dans des régions montagneuses.

## Taxonomie
Pour certains ornithologistes, c'est une sous-espèce de Dicée concolore.